# Нордхаузен (институт)

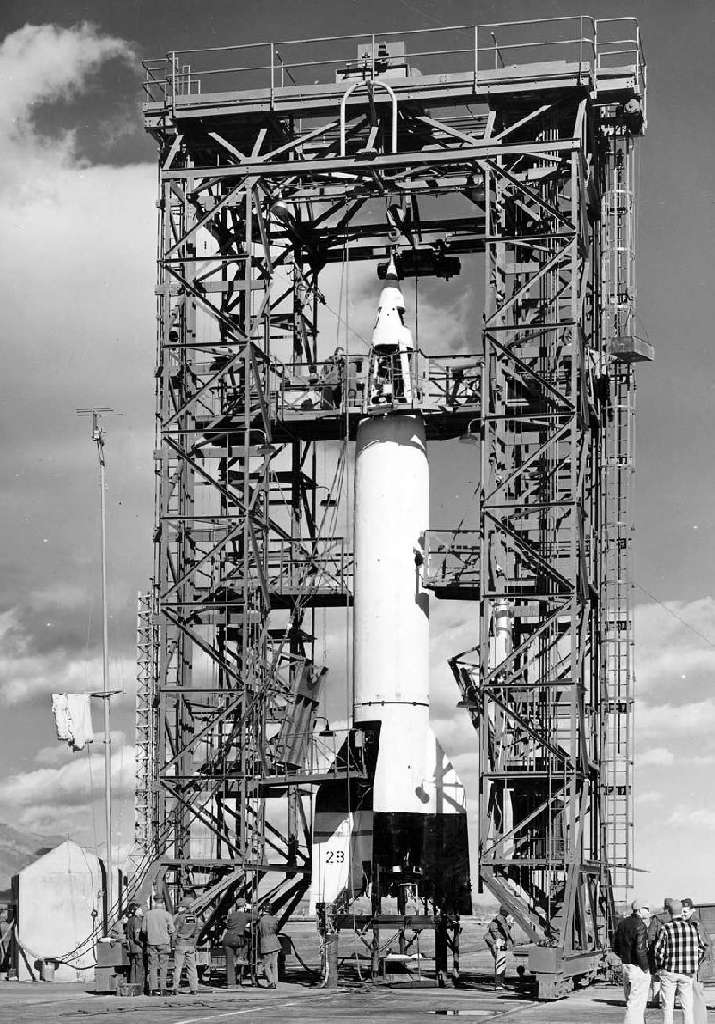
ФАУ-2 перед стартом

Но́рдхаузен — советский институт, созданный в феврале 1946 года для изучения немецких ракет Фау-2 в городе Нордхаузен (Германия). В «Нордхаузен» вошли три завода по сборке ракет Фау-2, институт «Рабе», завод «Монтания», занимавшийся изготовлением двигателей для Фау-2, и стендовая база в Леестене, где осуществлялись их огневые испытания, а также завод в Зондерхаузене, занимавшийся сборкой аппаратуры системы управления.
Л. М. Гайдуков стал директором, С. П. Королёв главным инженером, а В. П. Глушко возглавил отдел по изучению двигателей Фау-2.
Институт работал до 1947 года. Уже в октябре 1946 в рамках операции НКВД «Осоавиахим» все его сотрудники были депортированы  в СССР и они стали работать в НИИ-88 в Подмосковье, а затем на острове Городомля.